# Kargı Hanı
Koordinaten: 37° 0′ 16,5″ N, 31° 22′ 48,6″ O
Die Karawanserei des Kargı Hanı gehört zu den seldschukischen Karawanenstationen der Kesikbeli-Karawanenroute des 13. Jahrhunderts zwischen dem Zentrum der Rum-Seldschuken in Zentralanatolien, Konya, und den Hafenstädten Alanya und Antalya am Mittelmeer. Bereits nördlich des Kargı Hanı am Kreuzungspunkt „At izi“ teilte sich die seldschukische Kesik-Beli-Karawanenroute in einen westlichen und einen östlichen Zweig. Im Gegensatz zum Murtbeli Tol Hanı, über den die seldschukische Trasse zunächst noch südwärts in Richtung auf Manavgat und Side führte, ehe sie ostwärts küstenparallel Alanya als Ziel hatte, war der Kargı Hanı am westlichen Ast der Route positioniert, die westwärts via Köprüsuyu Hanı in Richtung auf Antalya verlief. Der Kargı Hanı war somit die zehnte Karawanserei auf dieser Karawanenroute zwischen Konya und Antalya.

## Zur Lage und Geschichte

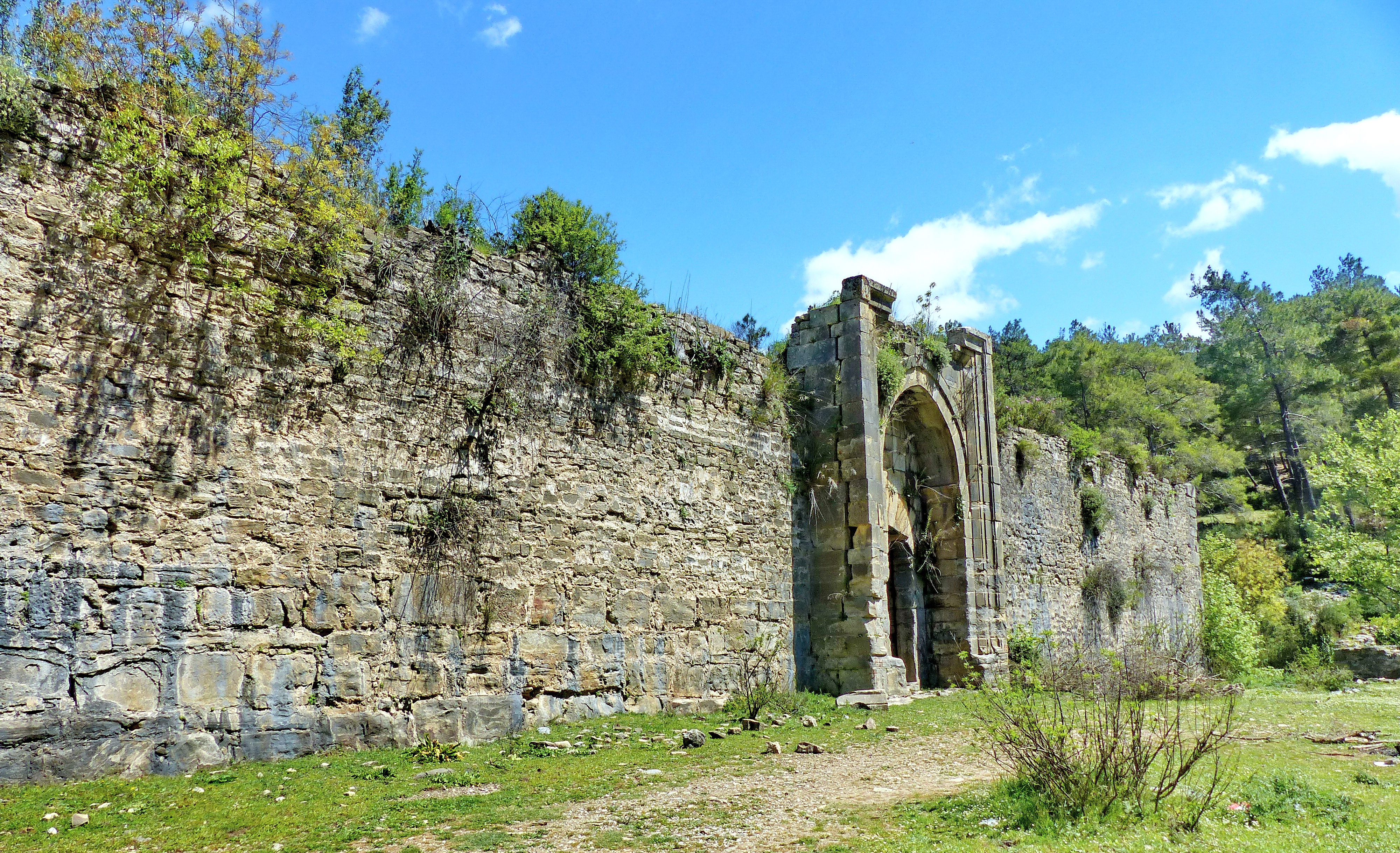
Die Karawanserei des Kargı Hanı am Naras Çayı an der türkischen Staatsstraße D687 ist gemäß ihrem Baustil auf den seldschukischen Sultan Gıyaseddin Keyhüsrev (1236–1246) zurückzuführen.

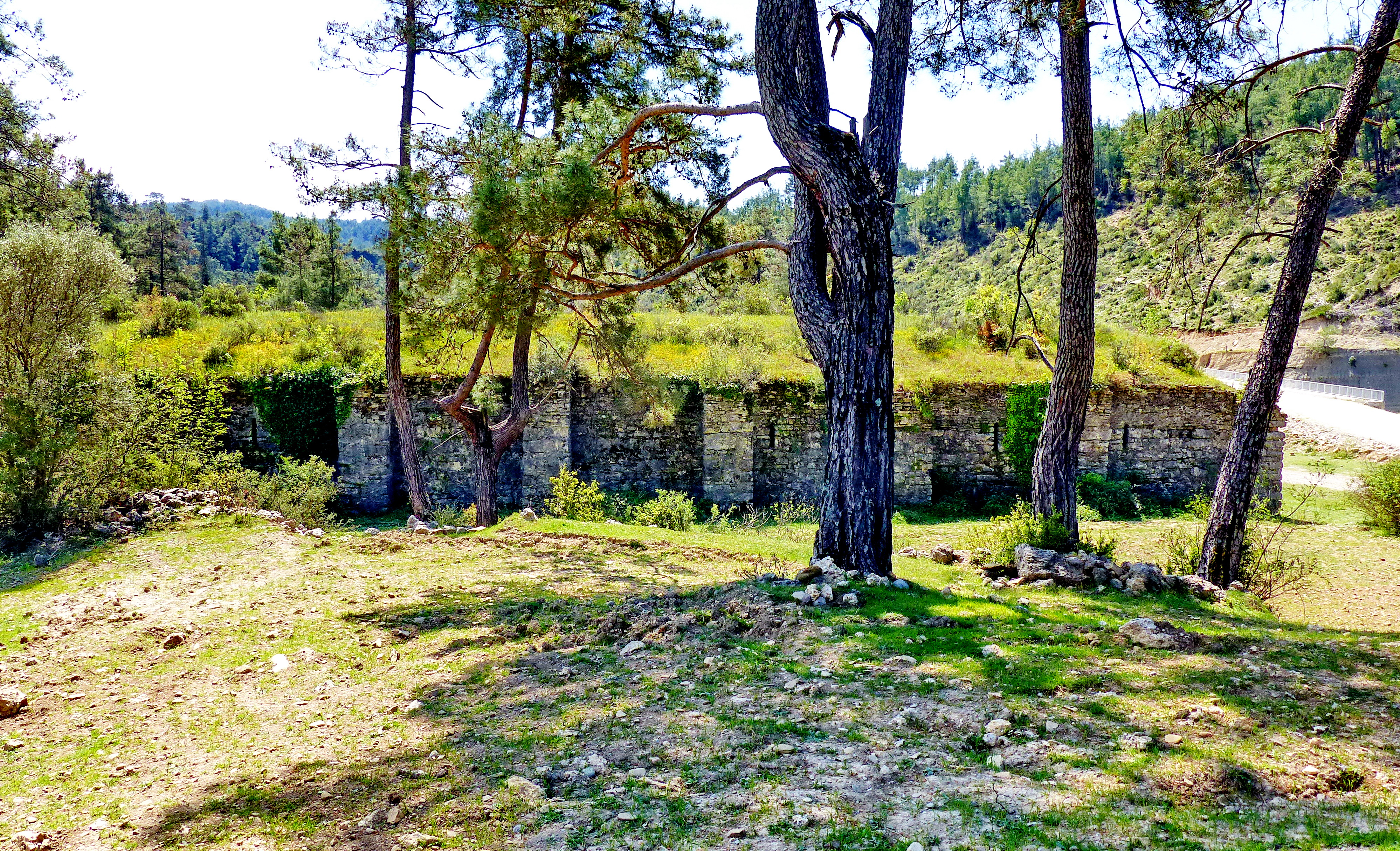
Schon die rückseitige Außenfront der Winterhalle des Kargı Hanı zeigt die festungsartige Bauweise der Karawanserei.

Der Kargı Han liegt auf nahezu der gleichen geographischen Breite wie der Murtbeli Tol Hanı, allerdings etwa 7 km weiter westlich an der İbradı-Straße unterhalb des Anstiegs zum Kesik-Beli-Pass, im Norden des Kargı Çayı beim Dorf Beydiğin nördlich Manavgat im Westen von Alanya 20 km nordöstlich des Dorfes Taşağıl am Rande des Kargı Çayı an der alten Straße, die vom Taurusgebirge nach Manavgat führt. Obwohl keine Überreste dieser Straße vorhanden sind, sondern nur ein moderner Fahrweg, geht man davon aus, dass der heutige Weg der alten Straße folgt. Über das Baudatum der Karawanserei liegen keine genauen Angaben vor. Aber in Bezug auf Struktur und Stil wurde sie in der Zeit der anatolischen Seldschuken erbaut, vermutlich zwischen 1236 und 1246. Im flach gewölbten Bereich oben am Portal befindet sich eine Aussparung. Wahrscheinlich befand sich hier eine Bauinschrift.

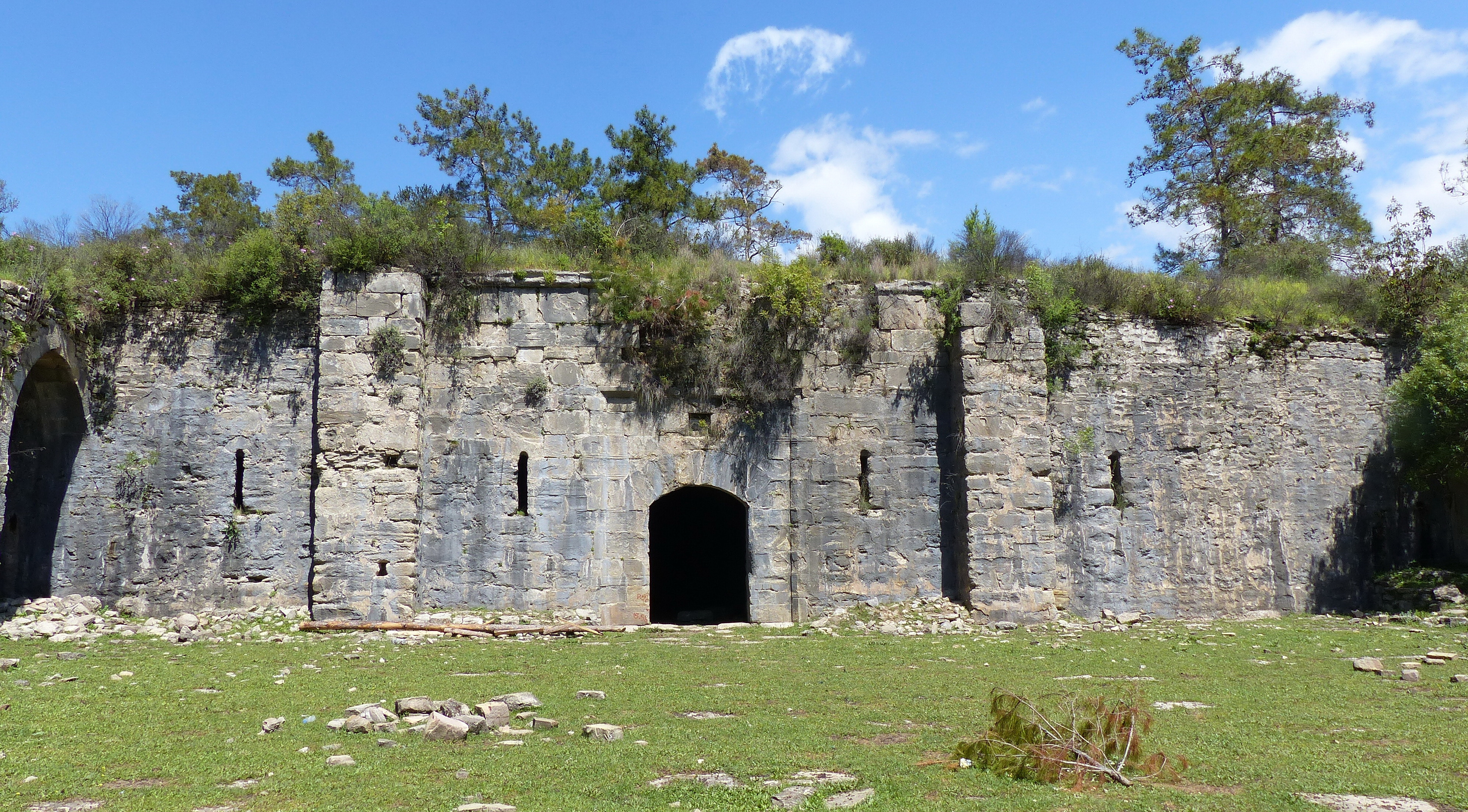
Ein Blick auf die Front der Winterhalle des Kargı HanI bei Beydiğin offenbart den festungsartigen Charakter der Karawanserei.

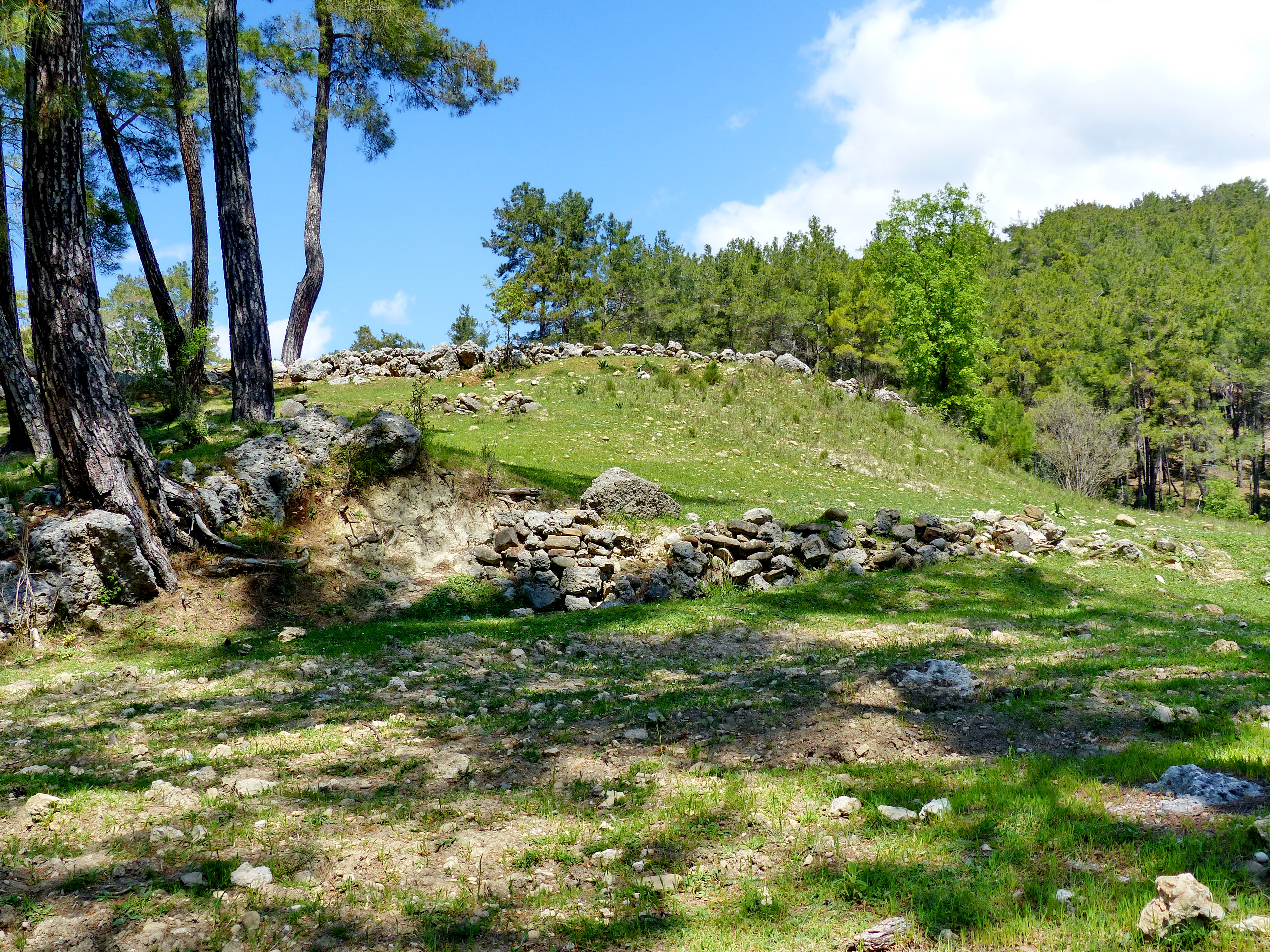
Nach den Plünderungen während der Celali-Aufstände seit Mitte des 17. Jahrhunderts blieb die Region um den Kargı Hanı von den einstigen dortigen Siedlern weitgehend unberührt. Heute findet man noch alte Ackerterrassen von seit langem aufgelassenen Feldfluren in unmittelbarer Nachbarschaft der Karawanserei.

Ein Blick auf die Front der Winterhalle des Kargı HanI offenbart bis in die Gegenwart den festungsartigen Charakter der Karawanserei. Die periphere Lage am südlichen Fuße der südwestlichen Ausläufer des Akdağ hat die Karawanserei des Kargı Hanı offenbar vor Raub ihrer Steine bewahrt, da die Region nach den Plünderungen der Celali-Aufstände seit Mitte des 17. Jahrhunderts weitgehend unberührt blieb von den yürükischen Siedlern (siehe Murtbeli Tol Hanı). Heute findet man noch alte Ackerterrassen von seit langem aufgelassenen Feldfluren in unmittelbarer Nachbarschaft der Karawanserei. Erst um 1850 ließen sich Nachkommen des Beydiğin-Stammes erneut im Umfeld des heutigen Dorfes Beydiğin nieder, wo 1940 eine Grundschule eingerichtet wurde. Erst während der 1960er Jahre, als in der gesamten Türkei mit Hilfe der Forstverwaltungen eine Kampagne gestartet wurde, um die verstreuten Oba-Kleinsiedlungen an einem Ort zu sammeln, rückte mit der Anlage des Dorfes Beydiğin der Kargı Hanı wieder in den Fokus.

## Baubeschreibung
Der 46 m breite und 50 m lange nach Norden ausgerichtete Gebäudekomplex Kargı Hanı umfasst eine Fläche von 2300 m². In seiner Hauptstruktur besteht er aus einer Haupthalle sowie offenen und geschlossenen Räumen um einen Innenhof. Alle um den zentralen Innenhof angeordneten Räume haben „Luftschornsteine“ an der Decke.

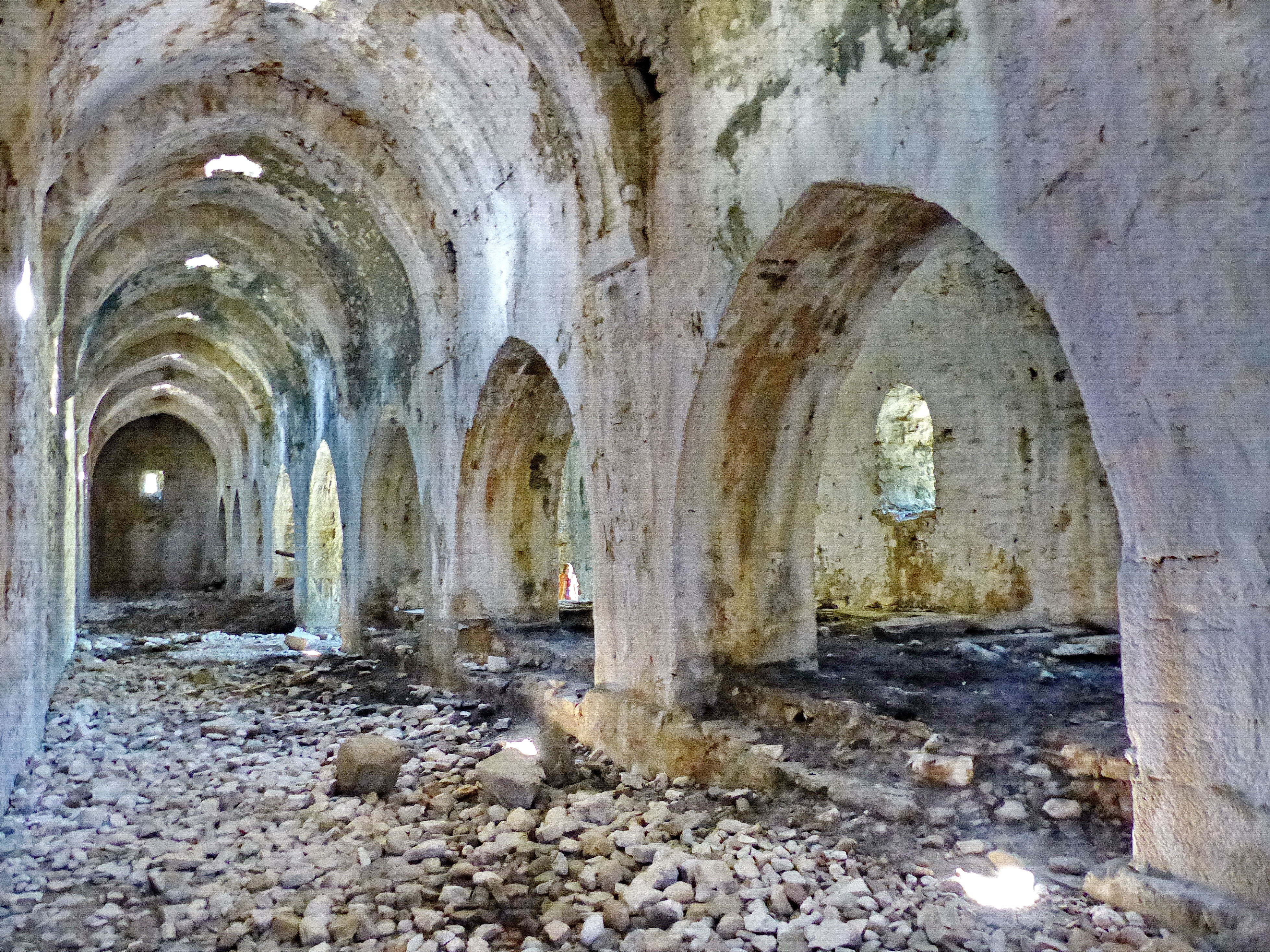
Der allgemeine Erhaltungszustand war zwar gut, im Detail allerdings war das Gebäude in der Mitte der 2010er Jahre insgesamt deutlich reif für eine Gründliche Restaurierung.

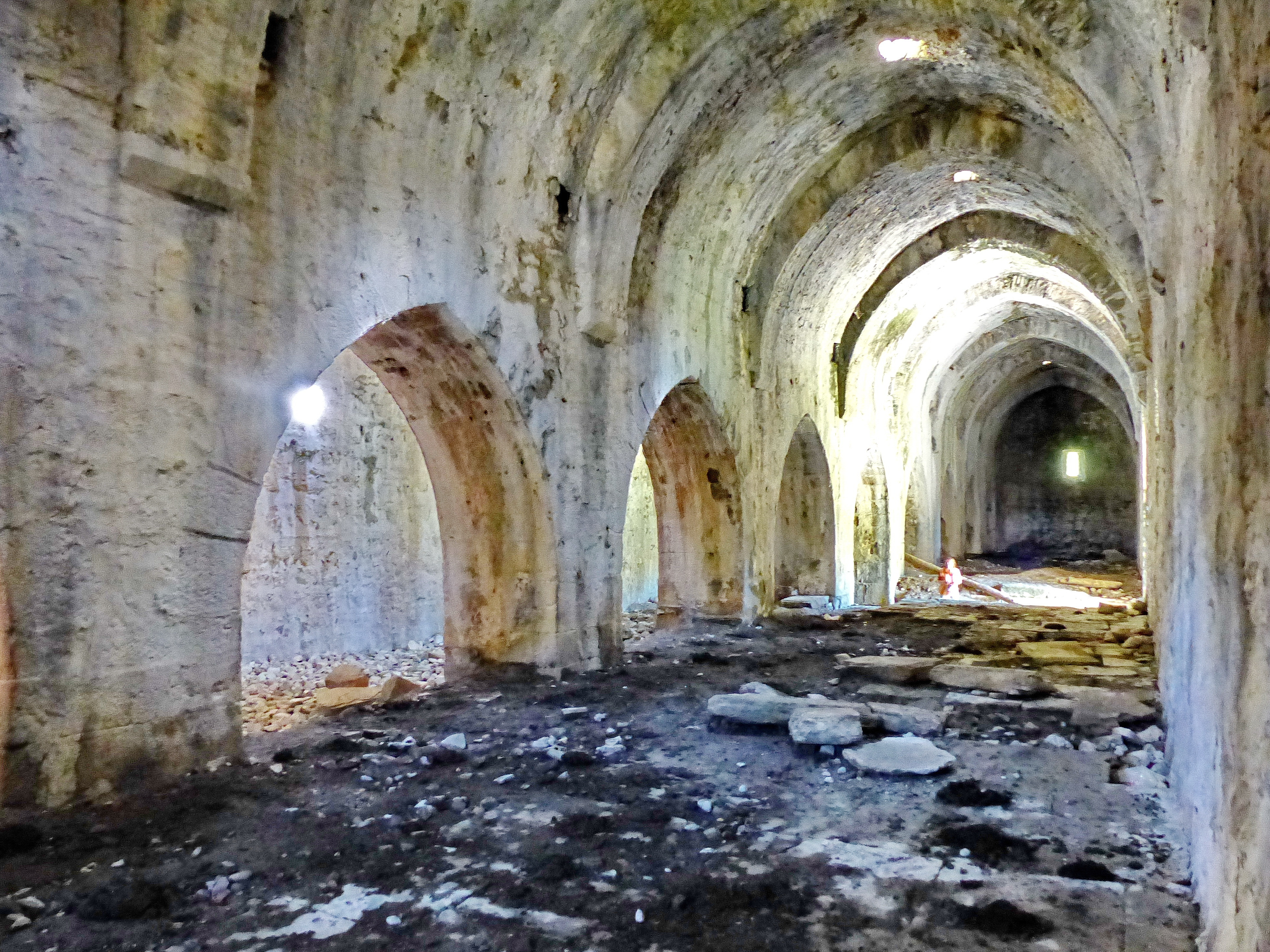
Der geschlossene Bereich der Winterhalle und die Zellen westlich des Hofes im Komplex des Kargı Hanı bei Beydiğin sind in zwei Stufen mit quadratischen Pfeilern gegliedert. Die Haupthalle und andere Zellen sind gewölbt. Hier erkennt man die Verfallsspuren besonders deutlich.

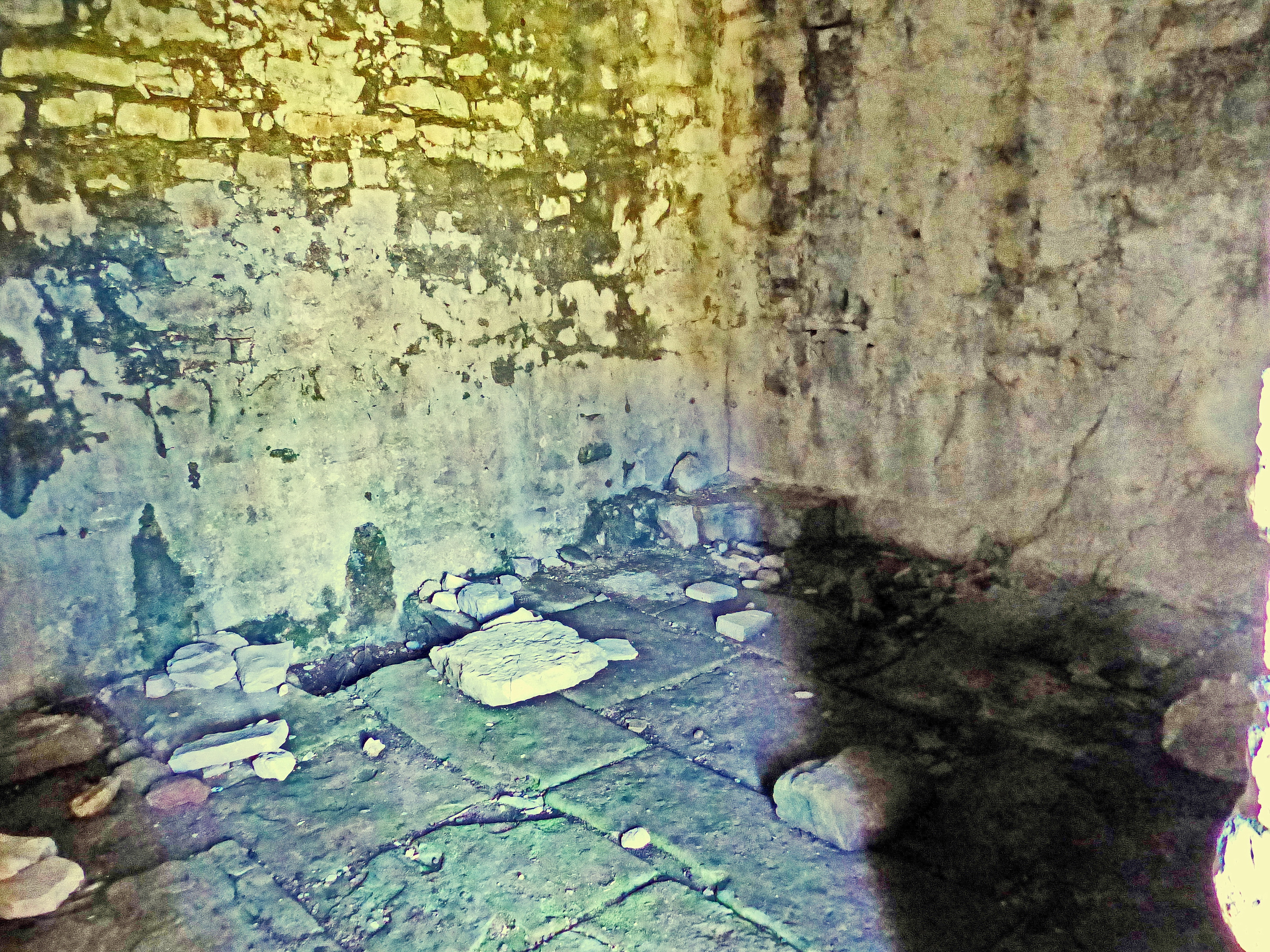
Vor allem die Fußböden des Gästebereichs der Karawanserei des Kargı Hanı zeigen deutliche Verfallsspuren.

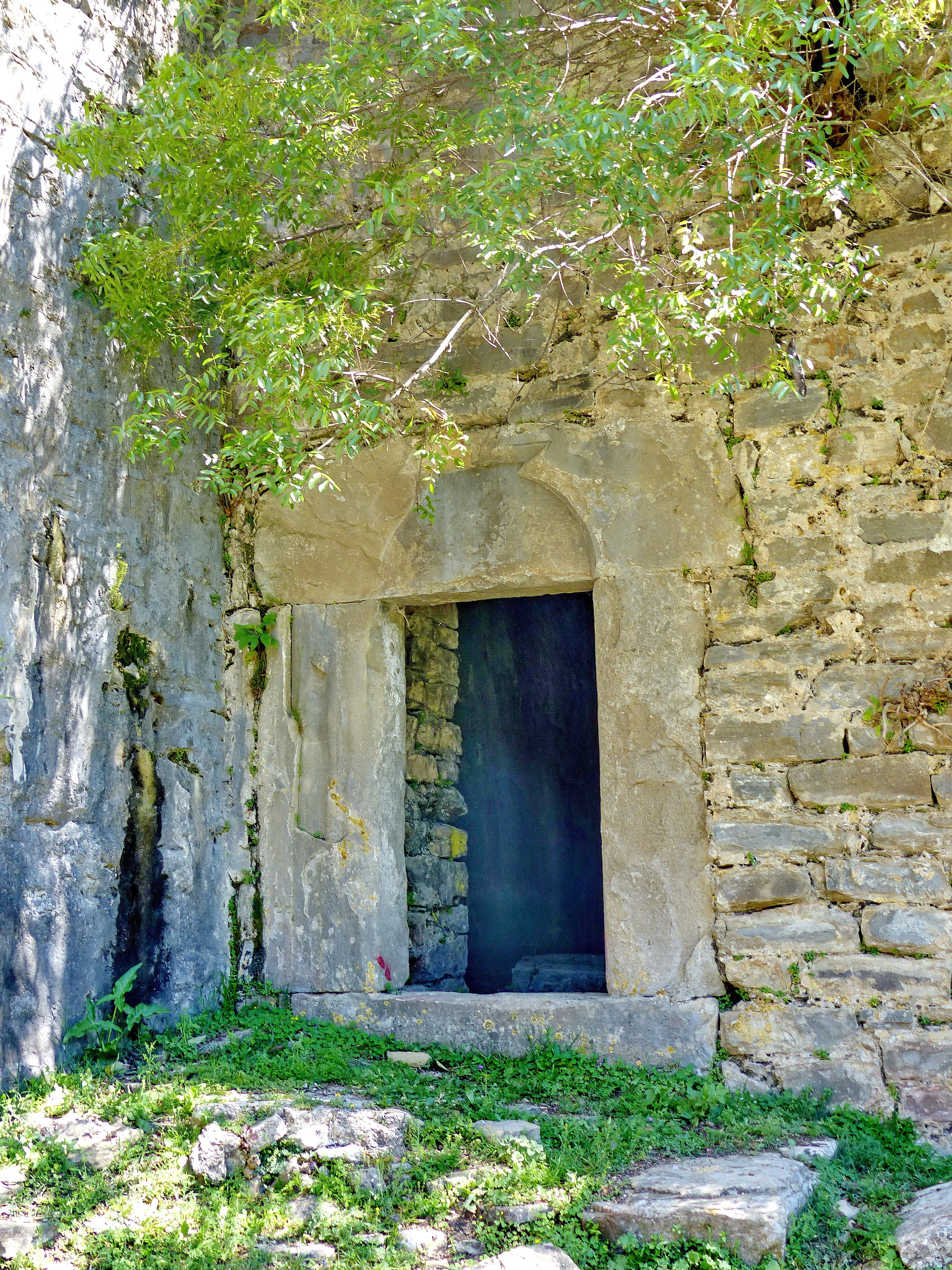
Blick auf den solide gestalteten Eingang zu einem der 44 Gasträume des Kargı Hanı bei Beydiğin.

Der allgemeine Erhaltungszustand ist zwar gut, im Detail allerdings war das Gebäude in der Mitte der 2010er Jahre insgesamt deutlich reif für eine gründliche Restaurierung. Für die Vermessungs-, Restitutions-, Restaurierungs-, Elektro-, Installations-, Landschafts- und Landschaftsbauprojekte des Kargı Han und für die Erstellung des statischen Berichts wurden 2019 staatliche Fördermittel von 211.450,85 TL (damals etwa 15.400 EUR) bereitgestellt. Am 22. Januar 2021 wurde der Kargı Hanı mit Genehmigung des Ministeriums und der Generaldirektion für Stiftungen der Türkei für 36 Jahre zu Restaurierungsarbeiten offiziell an die Gemeinde Manavgat überstellt. So sind die Stufen im Kreuzgang im Innenhof z. B. stark beschädigt. Von der Innenausstattung der Räume rechts im Hof ist nichts übrig geblieben. Der obere Teil der Haupteingangstür zum Hof scheint in jüngerer Zeit abgerissen worden zu sein. Die bearbeiteten Steine liegen auf dem Boden. Der Hof, dessen Böden noch gut aussehen, trägt kaum Vegetation. Die Karawanserei erweckt den Eindruck, dass sie einigermaßen gepflegt wurde. Vielleicht wurde sie noch genutzt, wenn auch bis vor kurzem nur von einzelnen Besuchern. Von den ursprünglich 20 Futterkrippen für die Tiere, die in den 1930er Jahren noch vorhanden waren, sind allerdings nur wenige erhalten geblieben. Außerdem wurde ein Teil der Deckensteine durch illegale Grabungen erheblich beschädigt.

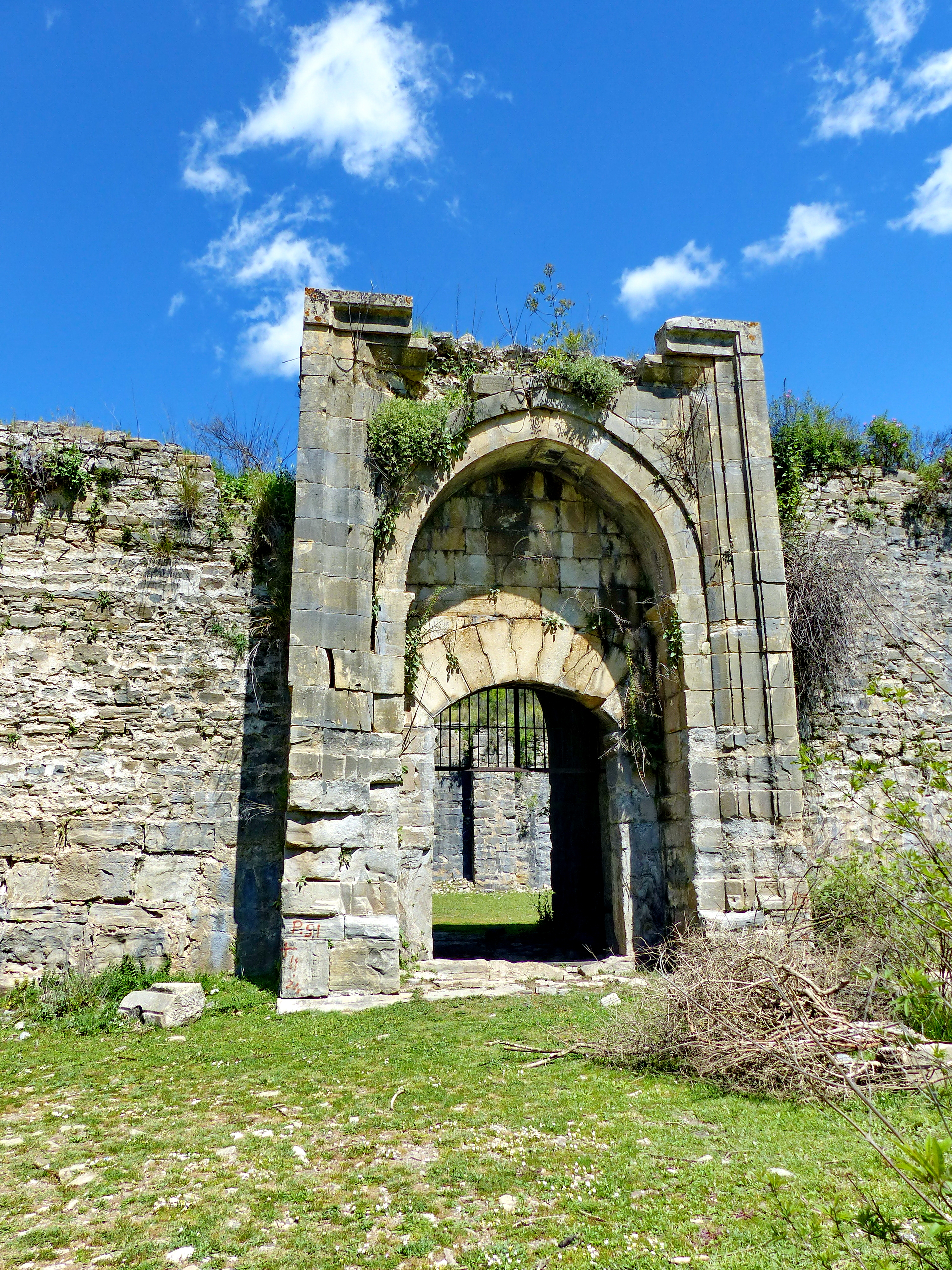
Einzigartig ist das Portal des Kargı Hanı bei Beydiğin, das aus den rechteckigen Korpuswänden herausragt. In der Spitzbogenöffnung befindet sich eine niedrige Eingangstür in Form eines Iwan.

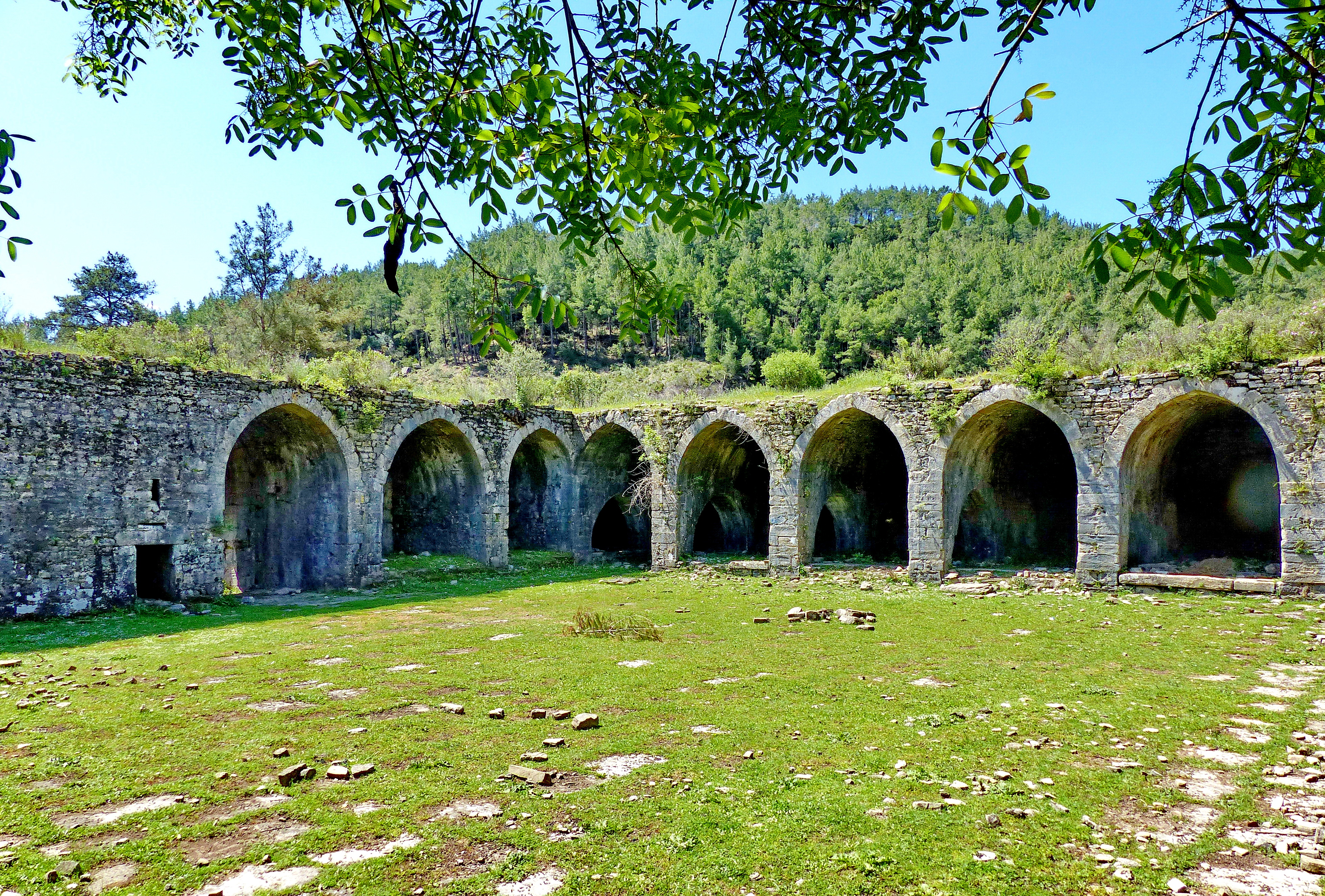
Der von dicken Korpuswänden umgebene Komplex des Kargı Hanı bei Beydiğin besteht aus einem rechteckigen Winterpart in Ost-West-Richtung im Norden und offenen und geschlossenen Zellen um einen quadratischen offenen Sommerhof im Süden.

Alle Zimmer im Kargı Han sind um einen quadratischen Innenhof herum angeordnet. Obwohl der Innenhof mit seiner Verkleidung aus glattgeschliffenen Steinplatten seine Ursprünglichkeit bewahrt hat, sind einige Stellen durch Schatzsuche schwer zerstört. Es gibt keine Trennung zwischen den Haupthallen und dem Hof in irgendeine Richtung. Dieser Baustil ist charakteristisch für syrische Karawansereien aus der Zeit der Ayyubiden und Mamluken. Die offenen Kuppelbauten (Portiken) auf der linken Hofseite, die Aufteilung der Hofseite in kleine Räume, auch die Strebepfeiler an der Außenseite der Mauern und der Akzent des Haupteingangs sind dagegen typische Merkmale der zentralanatolischen Karawansereien. So wird der Kargı Han zu einer Karawanserei, die die Grundzüge syrischer Unterkünfte mit den Elementen Inneranatoliens verbindet. Die Winterhalle des Kargı Han ist mit ihren 14 Fenstern ungewöhnlich hell, und die Aufteilung ihrer Kuppeln in zwei parallele Gewölbe trennt den Gesamtraum. Nachträglich wurden offenbar große Fenster geöffnet. Alle Zimmer zur Hofseite sind geschlossen. Ebenso ist die Eingangsseite des Hofes reich gegliedert. Das Hauptportal ist bis heute unversehrt erhalten. Seine Breite beträgt 6 m. Dieses rechteckige Kronentor ragt 1,30 m aus der Hauptwand heraus. Das Portal hat einen dicken Rahmen, ist aber schmucklos. Die Türbreite erreicht 2,30 m.

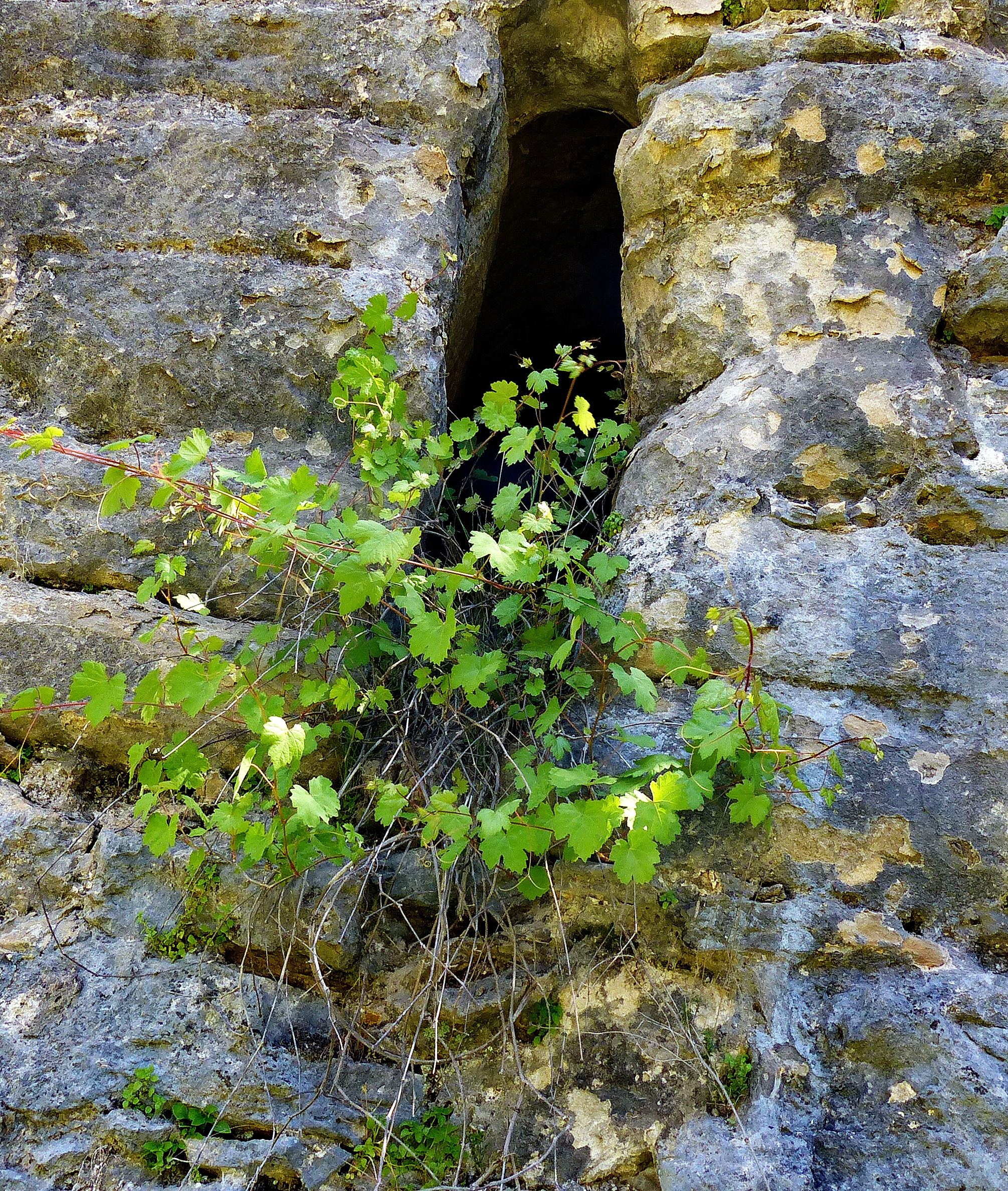
Schießschartenähnliche Öffnungen (Lüftungsschlitze?) an der hofseitigen Fassadenwand lassen deutlich erkennen, dass der überdachte Raum wohl der erste gebaute Teil der Karawanserei war und in der Vergangenheit zunächst einmal als Ribat diente.

Die Umfassungsmauer, die die heutige Südkante des Gebäudes bildet, und das über die Mittelachse ragende, bearbeitete Steinportal, das den Zugang zum Hof erschließt, sind wohl als Teil eines ursprünglichen Baus erhalten geblieben. Die um den Hof herum angelegten Zimmer entlang des östlichen Flügels des Gebäudes stammen aber wahrscheinlich aus einer viel späteren Zeit, und der Komplex selbst wurde vermutlich in der osmanischen Zeit in seinen heutigen Zustand versetzt, als er mit neuen Funktionen genutzt wurde. Ähnliches gilt für die Ruine des Bades nahe der südöstlichen Ecke des Gebäudes, das vermutlich zusammen mit dem Han errichtet wurde. Auch die Steinbänke in Form einer erhöhten Plattform zwischen den Pfeilern, die die Last der Decke tragen, und an der Südwand, am Ost- und Westflügel sind Teile des ursprünglichen Gebäudes. Gemessen an den strukturellen Ähnlichkeiten des überdachten Teils mit anderen Karawansereien aus der Regierungszeit von Gıyâseddin Keyhüsrev II. (1237–1246) ist es denkbar, dass die Winterhalle im gleichen Zeitraum gebaut wurde und der Hof und die umliegenden Wirtschaftsräume erst im dritten Quartal des 13. Jahrhunderts. Die Lage der beiden symmetrisch angebrachten Zinnenfenster auf jeder Seite des Portale und an der hofseitigen Fassadenwand des Nordflügels lässt deutlich erkennen, dass der überdachte Raum wohl der erste gebaute Teil der Karawanserei war und in der Vergangenheit zunächst einmal als Ribat diente. Ansonsten ist die Gestaltung einer Karawanserei mit Zinnenfenstern zum Hof schwer zu erklären. Der Hof und seine umliegenden Wirtschaftsräume, die in südlicher Richtung an den Abschnitt angebaut wurden, waren das Produkt eines zweiten Bauabschnitts zu einem anderen Zeitpunkt.

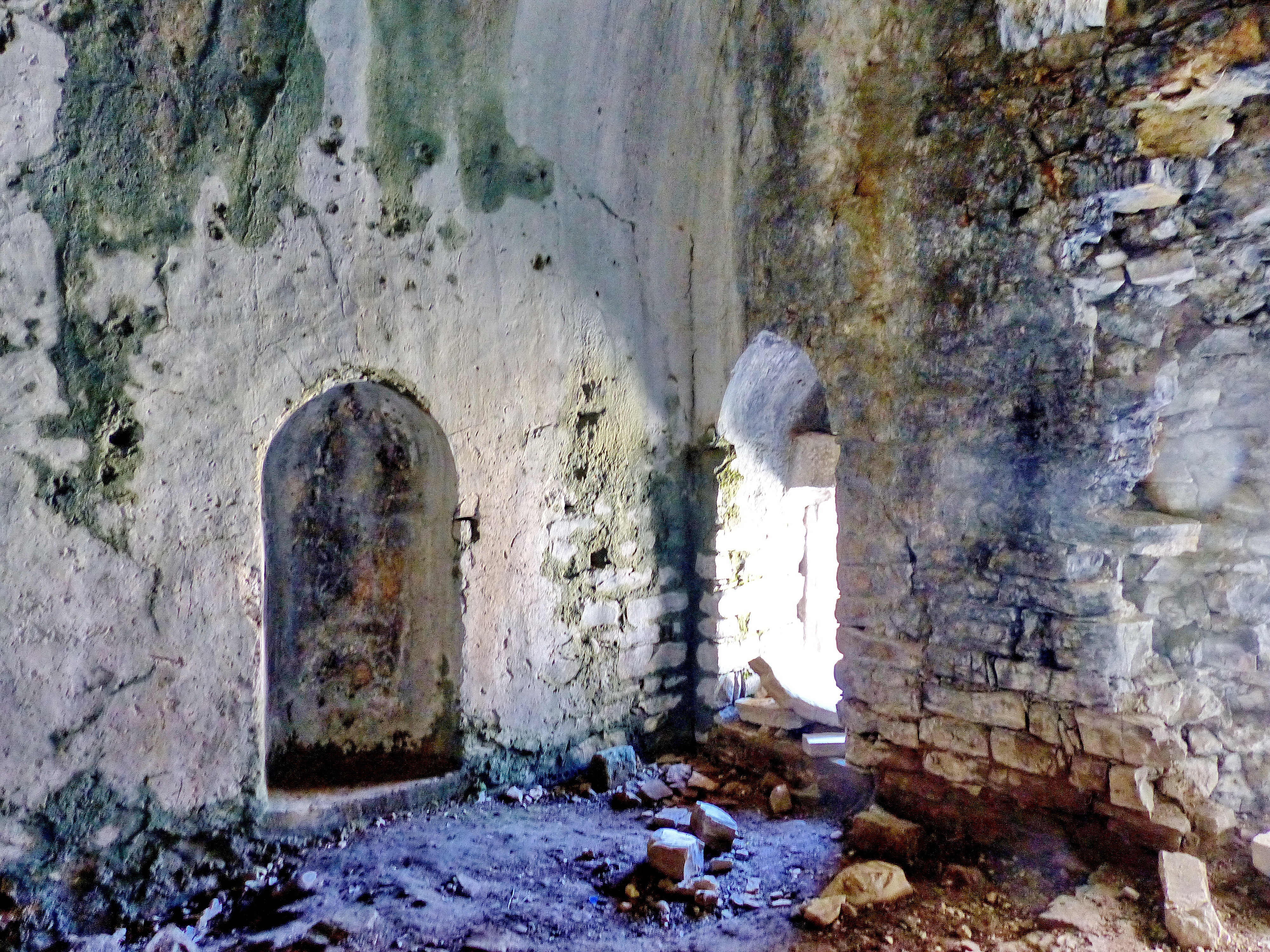
Die Masjid (Kleinmoschee) im Gästetrakt des Kargı Hanı behielt weitgehend ihre Originalität.

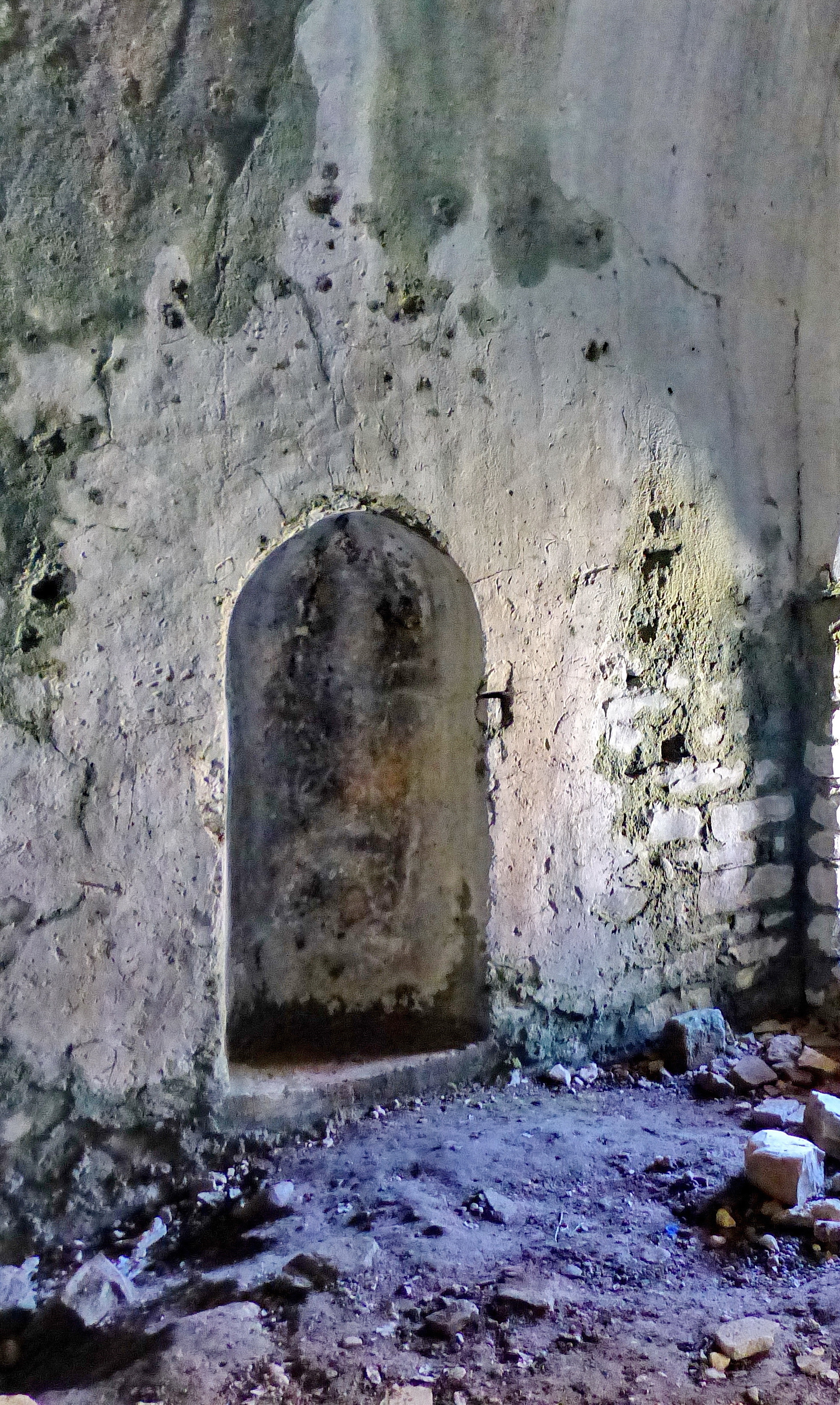
Blick auf die Gebetsnische (Mihrab) des Kargı Hanı in Form einer einfachen halbrunden Nische in der Mitte der Qibla-Mauer.

In der nordöstlichen Ecke des Gebäudes befindet sich eine Moschee. Sie wird durch eine Tür mit flachem Sturz und Pfosten betreten. Die Beleuchtung erfolgt durch den Bogen am Sturz. Ihr Mihrab wurde in der Mitte der Südwand platziert. Interessant ist die Lage des Mihrab in Form einer einfachen halbrunden Nische in der Mitte der Qibla-Mauer und die auf Gips angebrachten Graffiti an der Qibla-Wand. Die Wände sind im Gegensatz zu anderen zeitgenössischen seldschukischen Karawansereien weiß verputzt und dienten anscheinend auch in der osmanischen Zeit als Moschee. Unter den Graffiti, die meist von weltlicher Bedeutung sind, sind Tiere, wie Hirsche und Ziegen, cartoonartige menschliche Figuren, darüber hinaus die Darstellung eines einmastigen Segelboots und Pfeile, Sterne und s- und z-förmige oder hakenförmige Rauten, bei Nomaden übliche Motive, sowie Symbole wie das Siegel Salomos, Bogen, oder Streitkolben. Diese Art von Graffiti, die mit Magie in Verbindung gebracht wird, stammen möglicherweise aus einer Zeit, lange nachdem die Karawanserei ihre ursprüngliche Funktion verloren hatte und das Gebäude möglicherweise von einer Sekte als Zawiya (kleines Derwischkloster) oder Hanikah (arabisch: khânegah, Derwischloge) genutzt oder umgebaut wurde.
Untersuchungen am kleinen, einfach geformten Badgebäude mit zwei Kuppeln in der südöstlichen Ecke der Karawanserei besagen, dass das Bad in einer anderen Epoche gebaut wurde als die Winterhalle. Die Bad-Ruine besteht aus einem rechteckig geplanten Ankleide- bzw. Kältebereich im Südflügel und einem Heizteil mit Ofen und Zisterne im Nordflügel, ein rechteckiger Raum mit einem Spitztonnengewölbe, der damit durch eine Spitzbogentür verbunden ist. Die Abdeckung der Bad-Räume ist im Laufe der Zeit verschwunden. Die mit geschliffenen Steinen gebauten Squinchen (Trompen) beider Räume, die in der Vergangenheit die Kuppellasten an den Ecken auffingen, sind vor Ort erhalten. Ein Bodenbelag konnte nicht ermittelt werden, da beide Räume mit Büschen gefüllt sind. Sichtbare Terrakotta-Rohre und ein Loch an der Westwand funktionierten in der Vergangenheit vermutlich als Heiz- und Abzugsröhren. Eine kleine fensterförmigen Öffnung an der Ostwand der Zisterne lässt vermuten, dass die Wasserversorgung in der Vergangenheit über eine Holzrinne unter Nutzung der Hanglage vom östlichen Rand des Bachbettes bis zur Zisterne erfolgte.